# Arqueologia industrial

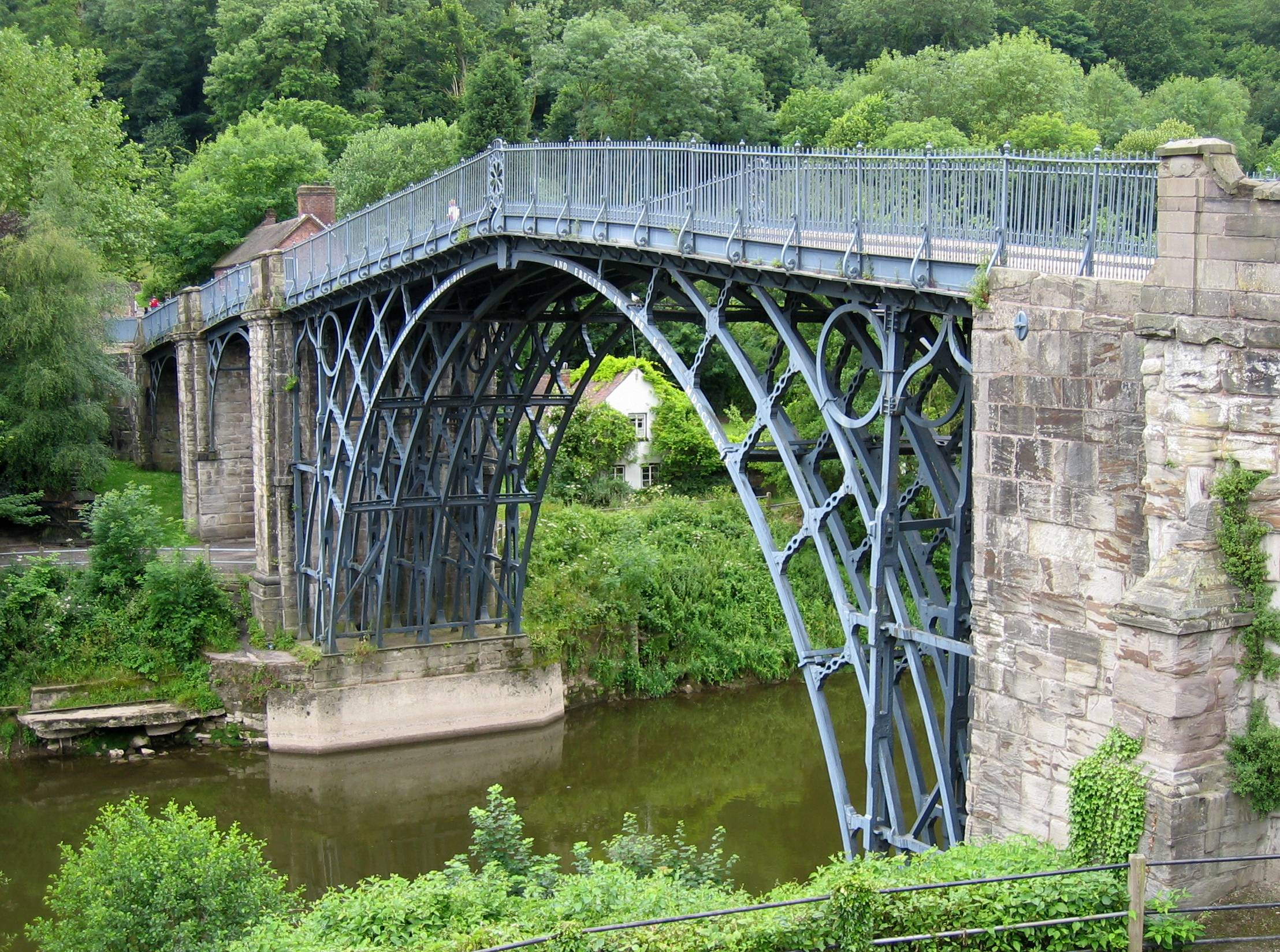
O desfiladeiro de Ironbridge, Shropshire, Reino Unido, foi uma das primeiras áreas do mundo a fazer parte de um estudo de arqueologia industrial em grande escala. Em 1986, foi um dos primeiros locais industriais a ser declarado Patrimônio Mundial da UNESCO.

A arqueologia industrial é a ciência que estuda e preserva as edificações e materiais relacionados a indústrias. Esses vestígios materiais, chamados de patrimônio industrial, incluem edifícios, máquinas, artefatos, locais, infraestrutura, documentos e outros itens associados à produção, fabricação, extração, transporte ou construção de um produto ou gama de produtos. O campo da arqueologia industrial incorpora uma variedade de disciplinas, incluindo arqueologia, arquitetura, construção, engenharia, preservação histórica, museologia, tecnologia, planejamento urbano e outras especialidades, a fim de reunir a história das atividades industriais anteriores. A interpretação da evidência material é frequentemente necessária, visto que o registro escrito de muitas técnicas industriais é incompleto ou inexistente. A arqueologia industrial inclui o estudo de estruturas em pé e de locais que são acessíveis apenas por escavação.
A origem desses estudos ocorreu na Inglaterra, nos anos de 1950, através das aulas do professor Donald Dudley, da Universidade de Birmingham, que fazia incursões em edificações antigas de indústrias da região. Nas décadas de 1960 e 1970, com o surgimento de movimentos nacionais em prol do patrimônio cultural, a arqueologia industrial cresceu como um tipo específico de arqueologia,  primeiro na Grã-Bretanha e depois nos Estados Unidos e em outras partes do mundo, com forte ênfase na preservação. Durante este período, os primeiros inventários de patrimônio industrial nacionais foi organizado, incluindo o Industrial Monuments Survey na Inglaterra e o Registro Histórico de Engenharia Americana nos Estados Unidos. Além disso, várias organizações regionais e nacionais de arqueologia industrial foram estabelecidas, incluindo a Sociedade de Arqueologia Industrial, com sede na América do Norte, em 1971, e a British Association for Industrial Archaeology, em 1973. Naquele mesmo ano, a Primeira Conferência Internacional sobre Conservação de Monumentos Industriais foi realizada em Ironbridge em Shropshire. Como desenvolvimento dessa conferência, em 1978, surgiu o Comitê Internacional para a Conservação do Patrimônio Industrial com a finalidade de de promover o patrimônio industrial. Os membros desses e de outros grupos são geralmente formados por profissionais de diversas áreas de estudo e amadores, que compartilham o interesse comum em promover o estudo, a valorização e a preservação do patrimônio industrial.
A terminologia Arqueologia Industrial surgiu em 1955, no artigo Industrial Archaeology escrito por Michael Rix para a revista Amateur Historian. Com esse artigo, O interesse pela Arqueologia Industrial passou a se difundir pela Inglaterra e outros países.

## História

### Primeiros desenvolvimentos
Um dos primeiros precursores da arqueologia industrial em meados do século XX foi a Sheffield Trades Technical Societies, fundada em 1918 na Universidade de Sheffield para preservar elementos da história industrial daquela cidade Em 1920, a Newcomen Society foi fundada na Grã-Bretanha para promover o estudo da história da engenharia e tecnologia, incluindo muitas relíquias da revolução industrial, como motores a vapor, canais, pontes de ferro, maquinários e outros artefatos históricos. A Newcomen Society também estabeleceu o Journal of Industrial Archaeology em 1964, a primeira publicação em arqueologia industrial no Reino Unido.

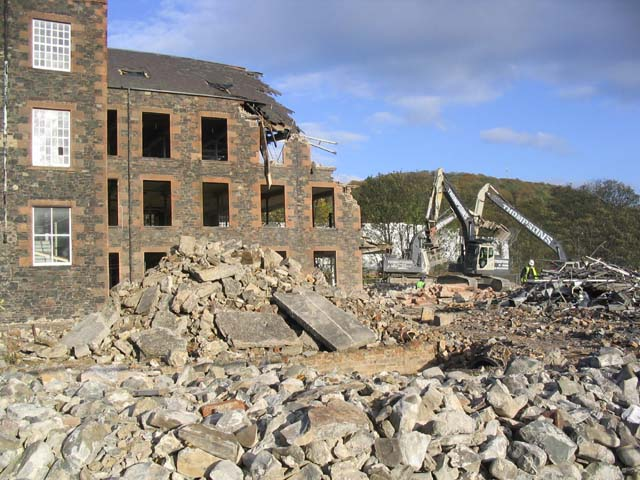
Apesar dos extensos esforços de preservação realizados nas últimas décadas, muitos locais industriais continuam a ser perdidos por incêndios, abandono e demolição

No início do século XX, o movimento de preservação histórica nos Estados Unidos começava a despontar. A maioria dos locais históricos que receberam alguma atenção estavam relacionados a presidentes e figuras políticas famosas ou ao início do período colonial dos Estados Unidos . No entanto, em 1925, um dos primeiros museus industriais dos Estados Unidos foi inaugurado em Old Slater Mill, em Pawtucket, Rhode Island, no local onde ficava a primeira fábrica têxtil de sucesso do país, construída em 1793. O museu foi fundado por um grupo de líderes empresariais ligados à indústria têxtil da Nova Inglaterra, durante um período de declínio comercial trazido pela sulista. A Old Slater Mill Association restaurou o moinho de forma a ter a sua aparência do início do século XIX. Além disso, trouxe uma uma coleção representativa de máquinas têxteis para exposição. Em 1966, o Old Slater Mill foi declarado um marco histórico nacional. No início dos anos 1970, Paul E. Rivard, então diretor do museu Old Slater Mill, foi uma das figuras-chave na fundação da Sociedade de Arqueologia Industrial.
Outro exemplo notável de um antigo sítio arqueológico industrial, que inclusive é anterior à vulgarização da arqueologia industrial, é o Sítio Histórico Nacional da Saugus Iron Works em Saugus, Massachusetts. É o local das primeiras siderúrgicas integradas na América do Norte e foi reconstruída na década de 1950 após extensas escavações arqueológicas iniciadas no final da década de 1940 por Roland W. Robbins.

### Estabelecimento
O termo "arqueologia industrial" foi popularizado na Grã-Bretanha em 1955 por Michael Rix da Universidade de Birmingham, que escreveu um artigo no The Amateur Historian sobre a necessidade de se ter mais estudos e melhor preservação de sítios industriais dos séculos XVIII e XIX e das relíquias da revolução industrial britânica. Em 1959, o Conselho de Arqueologia Britânica estabeleceu um comitê de pesquisa em arqueologia industrial. Lá foi desenvolvido um cartão de registro padronizado para monumentos industriais, que foi distribuído a grupos de voluntários em todo o Reino Unido. Em 1965, foi criado o Registro Nacional de Monumentos Industriais para ser um arquivo central para as fichas coletadas por Angus Buchanan na Universidade de Bath. No final da década de 1960, vários grupos locais de arqueologia industrial se formaram no Reino Unido, incluindo a Sociedade Gloucestershire para Arqueologia Industrial em 1963, a Sociedade Arqueológica Industrial de Bristol em 1967 e a Sociedade de Arqueologia Industrial da Grande Londres em 1968, entre outros. A principal missão desses grupos locais de arqueologia industrial foi registrar as relíquias remanescentes da história industrial, especialmente aquelas consideradas em maior risco de serem descaracterizadas ou desaparecem por causa de novos rearranjos urbanos.

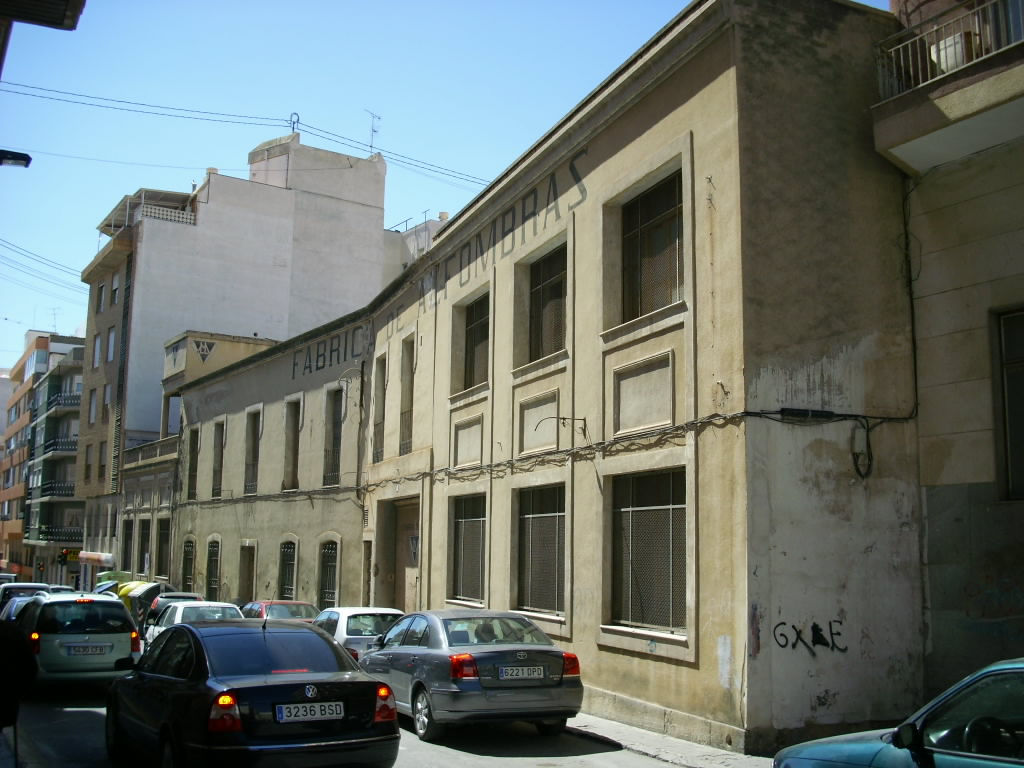
Fachada de uma fábrica de tapetes, em Alicante

Uma das primeiras áreas a ser objeto de um estudo sistemático de arqueologia industrial foi o desfiladeiro de Ironbridge em Shropshire, Reino Unido. Este local desenvolveu-se a partir do século XVII como uma das primeiras paisagens industriais do mundo, e no século XVIII teve uma grande variedade de indústrias extrativas, bem como uma extensa fabricação de material em ferro, cerâmica. Também esteve envolvido na construção de uma série de ferrovias. Em 1967, foi criado o Ironbridge Gorge Museum Trust e a importância do desfiladeiro de Ironbridge foi reconhecida em 1986 com sua designação como Patrimônio Mundial da UNESCO.
Em 1963, o jornalista britânico Kenneth Hudson publicou o primeiro texto de arqueologia industrial, intitulado Industrial archaeology: an introduction . Quatro anos depois, em abril de 1967, Hudson participou como conferencista em um seminário no Smithsonian Institution em Washington, DC. Esse é considerado o nascimento do movimento da arqueologia industrial nos Estados Unidos. O seminário, que contou com a presença de preservacionistas históricos, profissionais de museus e outros, enfocou o que estava sendo feito para promover o estudo da arqueologia industrial na Grã-Bretanha e na Europa, e o que precisava ser feito nos Estados Unidos. Nessa época, uma série de locais industriais históricos foram registrados pelo Historic American Buildings Survey, que até então havia concentrado seus esforços em locais arquitetonicamente significativos. Em 1967, o notável New England Textile Mills Survey foi realizado sob a égide do Historic American Buildings Survey, liderado por Robert M. Vogel, curador da Divisão de Mecânica e Civil do Museu Smithsonian de História e Tecnologia. Esse primeiro projeto foi seguido pelo New England Textile Mill Survey II em 1968. Os relatórios completos das pesquisas das fábricas têxteis realizadas em 1967 e 1968 estão disponíveis para consulta pública no site da Biblioteca do Congresso, incluindo o Amoskeag Millyard em Manchester, New Hampshire, que foi drasticamente alterado logo após a conclusão da pesquisa.

### Décadas de 1970-1980

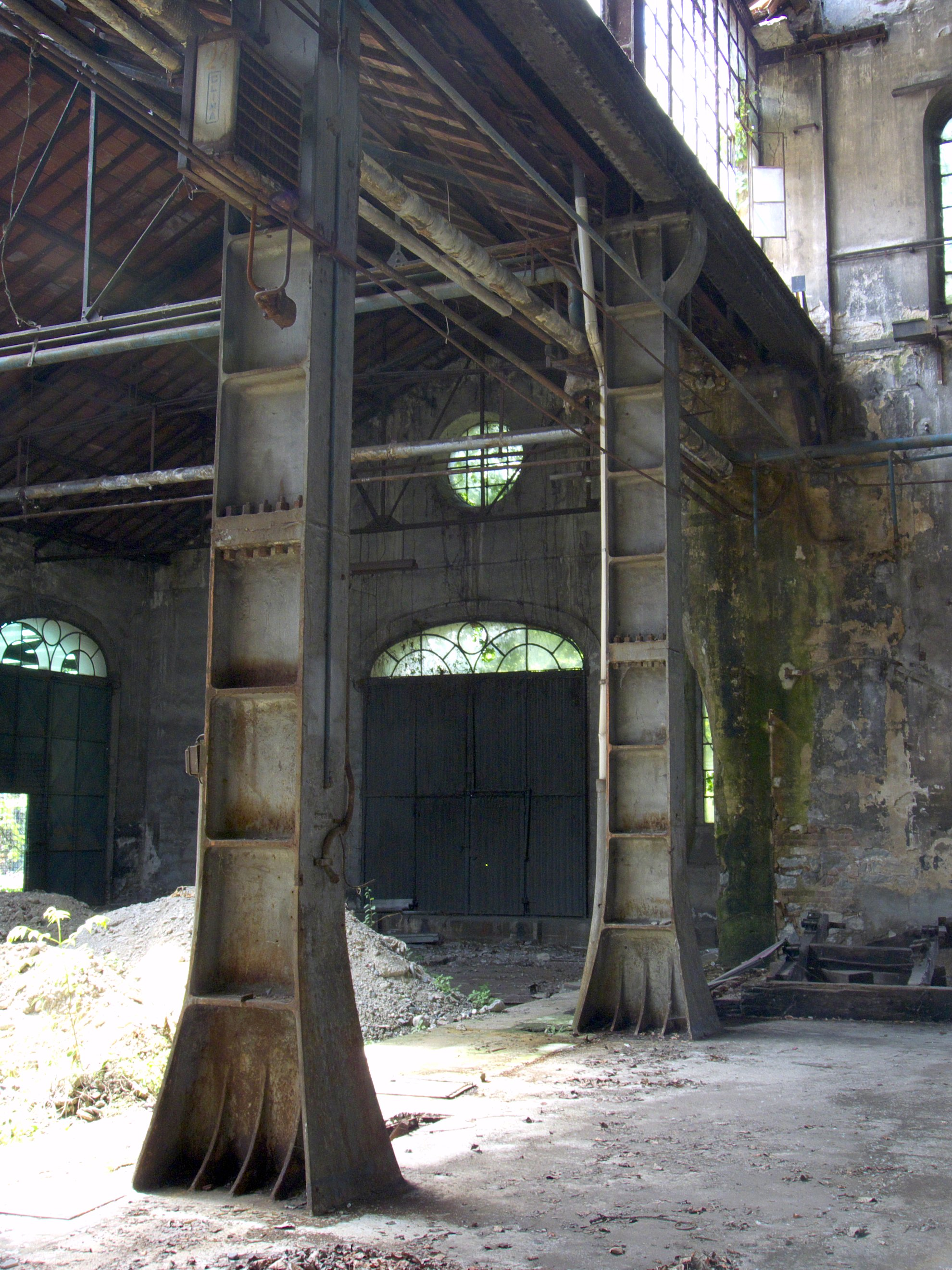
Officine Grandi Riparazioni, em Turim.

No início dos anos 1970, a arqueologia industrial era, em sua maior parte, praticada em alguns poucos países por amadores e profissionais com diferentes formações e objetivos. Embora muito tenha sido realizado durante a década anterior, o campo da arqueologia industrial ainda era percebido como novo e lutava para ser aceito como atividade acadêmica. Em outubro de 1971, um grupo de representantes de vários museus, universidades e organizações governamentais dos Estados Unidos e Canadá se reuniu em Washington, DC para estabelecer um forma de melhorar o intercâmbio de ideias e informações entre os pesquisadores em arqueologia industrial. O resultado foi a criação da primeira sociedade científica, a nível nacional, relacionada à arqueologia internacional no mundo: a Society for Industrial Archaeology. O primeiro boletim informativo da sociedade científica foi publicado em janeiro de 1972, tendo Robert M. Vogel como editor. Em abril do mesmo ano, foi realizada a sua primeira conferência anual na cidade de Nova York . Em 1975, a sociedade criou o IA, The Journal of the Society for Industrial Archeology, seu primeiro periódico, editado por Emory Kemp.
Em 1973, foi fundada na Grã-Bretanha a Association for Industrial Archaeology. Ela  publica um boletim informativo chamado Industrial Archaeology News, junto com seu periódico, Industrial Archaeology Review, lançado em 1976.
Pioneira no Brasil no ramo da arqueologia industrial e histórica, Margarida Davina Andreatta iniciou os estudos de prospecção em fazendas, em parceria com o Museu Paulista, na década de 1970. O vasto material derivado de quase 30 anos de pesquisa de Andreatta está depositado no Serviço de Objetos do Museu Paulista.
Com o rápido declínio de muitas indústrias situadas na América do Norte e na Europa durante a década de 1970, os arqueólogos industriais começaram a assumir um novo papel de registrar e preservar locais recentemente fechados. Entre os projetos realizados nessa década está a transformação do Sloss Furnaces em Birmingham, Alabama, em um museu industrial ao ar livre após seu fechamento em 1971. Sloss Furnaces foi declarada NHL em 1981. O museu foi inaugurado em 1983 e oferece uma variedade de programas educacionais e cívicos.
Durante a década de 1980, o desenvolvimento do campo da arqueologia industrial na Grã-Bretanha se distanciou do que acontecia na América do Norte. Nos Estados Unidos e Canadá, as teorias da arqueologia social, desenvolvidas no campo da arqueologia histórica, começaram a ser aplicadas ao estudo de sítios industriais. Enquanto isso, os arqueólogos industriais britânicos se concentraram principalmente no registro dos aspectos técnicos de sítios e artefatos. Um desenvolvimento importante durante este período foram os estudos temáticos de monumentos, incluindo três pesquisas iniciais de fábricas têxteis em Grande Manchester, Yorkshire e no leste de Cheshire, lideradas por Keith Falconer.

### 1990 em diante
Desde 1990, a consciência da importância do patrimônio industrial está cada vez maior, confirmada solenemente pela adição de vários sítios industriais à Lista do Patrimônio Mundial da UNESCO. Muitos sítios industriais preservados tornaram-se uma parte vital do turismo de patrimônio, incluindo a Rota Europeia do Patrimônio Industrial, criada em 1999. Com base no sucesso da Route der Industriekultur em Ruhr, Alemanha, a rota europeia se expandiu de forma que abarca dezesseis rotas em sete países, com planos de expansão.
A arqueologia industrial gradualmente ganhou aceitação no mundo acadêmico. No Reino Unido, onde o campo se desenvolveu em grande parte a partir dos esforços de pesquisadores voluntários, o surgimento de projetos financiados nas últimas duas décadas levou a uma maior presença de praticantes profissionais, com a aplicação de métodos de arqueologia teórica, como a arqueologia da paisagem para o ambiente industrial. No entanto, embora muitos departamentos universitários de arqueologia incluam o período industrial em seus cursos de graduação, a arqueologia industrial continua sendo um campo de estudo bastante limitado, com poucos programas dedicados a ele, como os oferecidos na Michigan Technological University e no Ironbridge Institute.

## Sociedades e associações
Existem sociedades nacionais de arqueologia industrial em muitos países. Elas reúnem pessoas interessadas em pesquisar, registrar, preservar e divulgar o patrimônio industrial. Arquitetura industrial, extração mineral, turismo  patrimonial, tecnologia de energia, reutilização de edifícios e história do transporte são alguns dos temas investigados pelos membros dessas sociedades. A maioria dos grupos publica boletins informativos periódicos e hospeda uma variedade de conferências, seminários e visitas a locais de arqueologia industrial e indústrias em funcionamento.
| Sigla         | Nome | País/Região                                                         | Data de fundação |
| ------------- | --- | ------------------------------------------------------------------- | ---------------- |
| AIA           | Association for Industrial Archaeology                                                                       | Grã-Bretanha                                                        | 1973             |
| AIPAI         | L'Associazione Italiana per il Patrimonio Archeologico Industriale                                           | Itália                                                              | 1997             |
| AIPAI         | L'Associazione Italiana per il Patrimonio Archeologico Industriale                                           | Itália                                                              | 1997             |
| APAI          | Associação Portuguesa de Arqueologia Industrial                                                              | Portugal                                                            | 1980             |
| CILAC         | Comité d'information et de liaison pour l'archéologie, l'étude et la mise en valeur du patrimoine industriel | França                                                              | 1979             |
| E-FAITH       | European Federation of Associations of Industrial and Technical Heritage                                     | Europa                                                              |                  |
| FIEN          | Federatie Industrieel Erfgoed Nederland                                                                      | Holanda                                                             | 1984             |
| IHAI          | Industrial Heritage Association of Ireland                                                                   | Irlanda                                                             | 1996             |
| IHTIA         | Institute for the History of Technology and Industrial Archaeology                                           | West Virginia University, Morgantown, West Virginia, Estados Unidos | 1989             |
| JIAS          | Japan Industrial Archaeology Society                                                                         | Japão                                                               | 1977             |
| LIMF          | Latvijas Industriālā mantojuma fonds                                                                         | Letônia                                                             | 1992             |
| AIR           | Romanian Association for Industrial Archaeology                                                              | Romênia                                                             | 2007             |
| PIWB          | Patrimoine Industriel Wallonie-Bruxelles                                                                     | Bélgica                                                             | 1984             |
| SIA           | Society for Industrial Archeology                                                                            | Estados Unidos / Canadá                                             | 1971             |
|               | Selskabet til Bevaring af Industrimiljøer                                                                    | Dinamarca                                                           | 1979             |
| SGTI / ASHT   | Swiss Society for the History of Technology and Industrial Heritage                                          | Suíça                                                               |                  |
| SIM           | Svenska industriminnesföreningen                                                                             | Suécia                                                              | 1989             |
| TICCIH        | The International Committee for the Conservation of the Industrial Heritage                                  | Internacional                                                       | 1978             |
|               | TICCIH España                                                                                                | Espanha                                                             | 1999             |
|               | TICCIH Germany                                                                                               | Alemanha                                                            |                  |
|               | TICCIH México                                                                                                | México                                                              | 2006             |
| TICCIH-Brasil | Comitê Brasileiro para Conservação do Patrimônio Industrial                                                  | Brasil                                                              | 2003             |
|               | TICCIH Australia                                                                                             | Austrália                                                           | 2008             |
| VVIA          | Vlaamse Vereniging voor Industriële Archeologie                                                              | Flanders                                                            | 1978             |

Atualmente há diversas organizações espalhadas pelo mundo que se dedicam a Arqueologia Industrial. Veja em "Organizações de Arqueologia Industrial", neste artigo.
Exemplos de Arqueologia Industrial[carece de fontes?]
- Minas
- Pedreiras
- Fábricas
- Moinhos
- Estação de Energia
- Barragens
- Rede de Energia Hidráulica
- Aqueduto
- Pontes
- Ferrovias
- Estradas

## Organizações de arqueologia industrial
| Nome da Instituição                                                         | Sigla  | País |
| --------------------------------------------------------------------------- | ------ | --- |
| Svenska industriminnesföreningen                                            | SIM    | Suécia |
| Japan Industrial Archeology Society                                         | JIAP   | Japão |
| Schweizerische Gesellschaft für Technikgeschichte und Industriekultur       | SGTI   | Suíça |
| Society for Industrial Archeology                                           | SIA    | EUA Canadá |
| Patrimoine Industriel Wallonie – Bruxelles                                  | PIWB   | Bélgica |
| The International Committee for the Conservation of the Industrial Heritage | TICCIH | África do Sul Alemanha Argentina Austrália Áustria Bélgica Brasil Canadá Chile China Chipre Croácia Dinamarca Eslovênia Espanha Estônia EUA Finlândia França Grécia Guatemala Hungria Índia Irã Irlanda Itália Japão Letônia México Noruega Países Baixos Polônia Portugal Reino Unido República Checa Romênia Suécia Taiwan Uruguai Venezuela |

## Leituras adicionais
- Rix, Michael. (Novembro de 1955). Industrial Archaeology. Amateur Historian. Vol 2. Nº 8. British Association For Local History (BALH). (Em inglês).